# Faith Hill/Diskografie
Diese Diskografie ist eine Übersicht über die musikalischen Werke der US-amerikanischen Country- und Pop-Sängerin Faith Hill. Den Schallplattenauszeichnungen zufolge hat sie bisher mehr als 36,9 Millionen Tonträger verkauft. Ihre erfolgreichste Veröffentlichung ist das Album Breathe mit über 8,8 Millionen verkauften Einheiten.

## Alben

### Studioalben
| Jahr | Titel                        | Höchstplatzierung, Gesamtwochen, AuszeichnungChartplatzierungen (Jahr, Titel, Platzierungen, Wochen, Auszeichnungen, Anmerkungen) | Höchstplatzierung, Gesamtwochen, AuszeichnungChartplatzierungen (Jahr, Titel, Platzierungen, Wochen, Auszeichnungen, Anmerkungen) | Höchstplatzierung, Gesamtwochen, AuszeichnungChartplatzierungen (Jahr, Titel, Platzierungen, Wochen, Auszeichnungen, Anmerkungen) | Höchstplatzierung, Gesamtwochen, AuszeichnungChartplatzierungen (Jahr, Titel, Platzierungen, Wochen, Auszeichnungen, Anmerkungen) | Höchstplatzierung, Gesamtwochen, AuszeichnungChartplatzierungen (Jahr, Titel, Platzierungen, Wochen, Auszeichnungen, Anmerkungen) | Höchstplatzierung, Gesamtwochen, AuszeichnungChartplatzierungen (Jahr, Titel, Platzierungen, Wochen, Auszeichnungen, Anmerkungen) | Anmerkungen                                            |
| Jahr | Titel                        | DE | AT | CH | UK | US | Country | Anmerkungen                                            |
| ---- | ---------------------------- | --- | --- | --- | --- | --- | --- | ------------------------------------------------------ |
| 1993 | Take Me as I Am              | — | — | — | — | US59 ×3Dreifachplatin · (54 Wo.)US                                                                                                | Country7 (122 Wo.)Country | Erstveröffentlichung: 12. Oktober 1993                 |
| 1995 | It Matters to Me             | — | — | — | — | US29 ×4Vierfachplatin · (80 Wo.)US                                                                                                | Country4 (104 Wo.)Country | Erstveröffentlichung: 29. August 1995                  |
| 1998 | Faith / Love Will Always Win | DE66 (3 Wo.)DE | AT36 (4 Wo.)AT | — | — | US7 ×6Sechsfachplatin · (99 Wo.)US                                                                                                | Country2 (104 Wo.)Country | Erstveröffentlichung: 21. April 1998                   |
| 1999 | Breathe                      | DE76 (4 Wo.)DE | — | CH38 (28 Wo.)CH | UK19 Gold · (23 Wo.)UK | US1 ×8Achtfachplatin · (103 Wo.)US                                                                                                | Country1 (104 Wo.)Country | Erstveröffentlichung: 8. November 1999                 |
| 2002 | Cry                          | DE12 (13 Wo.)DE | AT60 (2 Wo.)AT | CH20 (8 Wo.)CH | UK29 (3 Wo.)UK | US1 ×2Doppelplatin · (39 Wo.)US                                                                                                   | Country1 (63 Wo.)Country | Erstveröffentlichung: 15. Oktober 2002                 |
| 2005 | Fireflies                    | — | — | CH37 (6 Wo.)CH | — | US1 ×2Doppelplatin · (67 Wo.)US                                                                                                   | Country1 (104 Wo.)Country | Erstveröffentlichung: 2. August 2005                   |
| 2008 | Joy to the World             | — | — | — | — | US13 Gold · (27 Wo.)US | Country2 (15 Wo.)Country | Erstveröffentlichung: 30. September 2008               |
| 2017 | The Rest of Our Life         | — | — | CH64 (1 Wo.)CH | UK80 (1 Wo.)UK | US2 (13 Wo.)US | Country1 (19 Wo.)Country | Erstveröffentlichung: 17. November 2017 mit Tim McGraw |

### Kompilationen
| Jahr | Titel             | Höchstplatzierung, Gesamtwochen, AuszeichnungChartplatzierungen (Jahr, Titel, Platzierungen, Wochen, Auszeichnungen, Anmerkungen) | Höchstplatzierung, Gesamtwochen, AuszeichnungChartplatzierungen (Jahr, Titel, Platzierungen, Wochen, Auszeichnungen, Anmerkungen) | Höchstplatzierung, Gesamtwochen, AuszeichnungChartplatzierungen (Jahr, Titel, Platzierungen, Wochen, Auszeichnungen, Anmerkungen) | Höchstplatzierung, Gesamtwochen, AuszeichnungChartplatzierungen (Jahr, Titel, Platzierungen, Wochen, Auszeichnungen, Anmerkungen) | Höchstplatzierung, Gesamtwochen, AuszeichnungChartplatzierungen (Jahr, Titel, Platzierungen, Wochen, Auszeichnungen, Anmerkungen) | Höchstplatzierung, Gesamtwochen, AuszeichnungChartplatzierungen (Jahr, Titel, Platzierungen, Wochen, Auszeichnungen, Anmerkungen) | Anmerkungen                             |
| Jahr | Titel             | DE | AT | CH | UK | US | Country | Anmerkungen                             |
| ---- | ----------------- | --- | --- | --- | --- | --- | --- | --------------------------------------- |
| 1996 | Piece of My Heart | — | — | — | — | — | — | Erstveröffentlichung: 1996              |
| 2001 | There You’ll Be   | DE14 (6 Wo.)DE | AT11 (4 Wo.)AT | CH13 (6 Wo.)CH | UK6 Platin · (12 Wo.)UK | — | — | Erstveröffentlichung: 8. Oktober 2001   |
| 2007 | The Hits          | — | — | — | — | US12 (13 Wo.)US | Country3 (75 Wo.)Country | Erstveröffentlichung: 2. Oktober 2007   |
| 2016 | Deep Tracks       | — | — | — | — | — | Country22 (1 Wo.)Country | Erstveröffentlichung: 18. November 2016 |

## Singles

### Als Leadmusikerin
| Jahr | Titel Album                                             | Höchstplatzierung, Gesamtwochen, AuszeichnungChartplatzierungen (Jahr, Titel, Album, Platzierungen, Wochen, Auszeichnungen, Anmerkungen) | Höchstplatzierung, Gesamtwochen, AuszeichnungChartplatzierungen (Jahr, Titel, Album, Platzierungen, Wochen, Auszeichnungen, Anmerkungen) | Höchstplatzierung, Gesamtwochen, AuszeichnungChartplatzierungen (Jahr, Titel, Album, Platzierungen, Wochen, Auszeichnungen, Anmerkungen) | Höchstplatzierung, Gesamtwochen, AuszeichnungChartplatzierungen (Jahr, Titel, Album, Platzierungen, Wochen, Auszeichnungen, Anmerkungen) | Höchstplatzierung, Gesamtwochen, AuszeichnungChartplatzierungen (Jahr, Titel, Album, Platzierungen, Wochen, Auszeichnungen, Anmerkungen) | Höchstplatzierung, Gesamtwochen, AuszeichnungChartplatzierungen (Jahr, Titel, Album, Platzierungen, Wochen, Auszeichnungen, Anmerkungen) | Anmerkungen                                      |
| Jahr | Titel Album                                             | DE | AT | CH | UK | US | Country | Anmerkungen                                      |
| --- | ------------------------------------------------------- | --- | --- | --- | --- | --- | --- | ------------------------------------------------ |
| 1993 | Wild One Take Me as I Am                                | — | — | — | UK92 (1 Wo.)UK | — | Country1 (20 Wo.)Country | Erstveröffentlichung: 23. September 1993         |
| 1994 | Piece of My Heart Take Me as I Am                       | — | — | — | — | — | Country1 (20 Wo.)Country | Erstveröffentlichung: 13. Januar 1994            |
| 1994 | But I Will Take Me as I Am                              | — | — | — | — | — | Country35 (12 Wo.)Country | Erstveröffentlichung: 12. Mai 1994               |
| 1994 | Take Me as I Am                                         | — | — | — | — | — | Country2 (20 Wo.)Country | Erstveröffentlichung: 12. September 1994         |
| 1995 | Let’s Go to Vegas It Matters to Me                      | — | — | — | — | — | Country5 (20 Wo.)Country | Erstveröffentlichung: Juli 1995                  |
| 1995 | It Matters to Me                                        | — | — | — | — | US74 (16 Wo.)US | Country1 (20 Wo.)Country | Erstveröffentlichung: 14. November 1995          |
| 1996 | Someone Else’s Dream It Matters to Me                   | — | — | — | — | — | Country3 (20 Wo.)Country | Erstveröffentlichung: Januar 1996                |
| 1996 | You Can’t Lose Me It Matters to Me                      | — | — | — | — | — | Country6 (20 Wo.)Country | Erstveröffentlichung: April 1996                 |
| 1996 | I Can’t Do That Anymore It Matters to Me                | — | — | — | — | — | Country8 (20 Wo.)Country | Erstveröffentlichung: 7. Oktober 1996            |
| 1997 | Who I Am Mad About You - The Final Frontier O.S.T.      | — | — | — | — | — | — | Erstveröffentlichung: 1997                       |
| 1998 | This Kiss Faith                                         | DE52 (9 Wo.)DE | AT18 (11 Wo.)AT | — | UK13 Gold · (11 Wo.)UK | US7 Platin · (48 Wo.)US | Country1 (25 Wo.)Country | Erstveröffentlichung: 3. März 1998               |
| 1998 | Just to Hear You Say That You Love Me Faith             | — | — | — | — | — | Country3 (20 Wo.)Country | Erstveröffentlichung: Juni 1998 mit Tim McGraw   |
| 1998 | Let Me Let Go Faith                                     | — | — | — | UK72 (2 Wo.)UK | US33 (17 Wo.)US | Country1 (21 Wo.)Country | Erstveröffentlichung: 30. September 1998         |
| 1999 | Love Ain’t Like That Faith                              | — | — | — | — | US68 (8 Wo.)US | Country12 (20 Wo.)Country | Erstveröffentlichung: 16. Januar 1999            |
| 1999 | The Secret of Life Faith                                | — | — | — | — | US46 (18 Wo.)US | Country4 (24 Wo.)Country | Erstveröffentlichung: 26. April 1999             |
| 1999 | Breathe                                                 | — | — | — | UK33 (5 Wo.)UK | US2 Gold (Physisch) + Gold (Digital) · (53 Wo.)US                                                                                        | Country1 (28 Wo.)Country | Erstveröffentlichung: 4. Oktober 1999            |
| 2000 | The Way You Love Me Breathe                             | — | — | CH49 (12 Wo.)CH | UK15 (5 Wo.)UK | US6 (56 Wo.)US | Country1 (38 Wo.)Country | Erstveröffentlichung: 29. Februar 2000           |
| 2000 | Let’s Make Love Breathe                                 | — | — | — | — | US54 (14 Wo.)US | Country6 (45 Wo.)Country | Erstveröffentlichung: August 2000 mit Tim McGraw |
| 2000 | Where Are You, Christmas? Der Grinch (O.S.T.)           | — | — | — | — | US65 (1 Wo.)US | Country26 (6 Wo.)Country | Erstveröffentlichung: Dezember 2000              |
| 2001 | If My Heart Had Wings Breathe                           | — | — | — | — | US39 (18 Wo.)US | Country3 (20 Wo.)Country | Erstveröffentlichung: 8. Januar 2001             |
| 2001 | There You’ll Be There You’ll Be / Pearl Harbor (O.S.T.) | DE8 (18 Wo.)DE | AT5 (19 Wo.)AT | CH5 (24 Wo.)CH | UK3 Platin · (25 Wo.)UK | US10 (20 Wo.)US | Country11 (20 Wo.)Country | Erstveröffentlichung: 13. Mai 2001               |
| 2002 | Cry                                                     | DE93 (1 Wo.)DE | — | CH72 (3 Wo.)CH | UK25 (5 Wo.)UK | US33 (26 Wo.)US | Country12 (20 Wo.)Country | Erstveröffentlichung: 30. September 2002         |
| 2002 | When the Lights Go Down Cry                             | DE64 (4 Wo.)DE | AT52 (6 Wo.)AT | — | — | — | Country26 (20 Wo.)Country | Erstveröffentlichung: 19. November 2002          |
| 2003 | You’re Still Here Cry                                   | — | — | — | — | — | Country28 (16 Wo.)Country | Erstveröffentlichung: 10. Juni 2003              |
| 2005 | Mississippi Girl Fireflies                              | — | — | — | — | US29 (20 Wo.)US | Country1 (20 Wo.)Country | Erstveröffentlichung: 28. Mai 2005               |
| 2005 | Like We Never Loved at All Fireflies                    | — | — | — | — | US45 (21 Wo.)US | Country5 (27 Wo.)Country | Erstveröffentlichung: 1. August 2005             |
| 2006 | The Lucky One Fireflies                                 | — | — | — | — | US69 (9 Wo.)US | Country5 (20 Wo.)Country | Erstveröffentlichung: 13. Februar 2006           |
| 2006 | Sunshine and Summertime Fireflies                       | — | — | — | — | US70 (10 Wo.)US | Country7 (20 Wo.)Country | Erstveröffentlichung: 17. Juni 2006              |
| 2006 | Stealing Kisses Fireflies                               | — | — | — | — | — | Country36 (20 Wo.)Country | Erstveröffentlichung: 14. Oktober 2006           |
| 2007 | Lost The Hits                                           | — | — | — | — | US62 (2 Wo.)US | Country32 (13 Wo.)Country | Erstveröffentlichung: 19. Juni 2007              |
| 2007 | Red Umbrella The Hits                                   | — | — | — | — | — | Country28 (19 Wo.)Country | Erstveröffentlichung: 13. September 2007         |
| 2008 | A Baby Changes Everything Joy to the World              | — | — | — | — | — | Country36 (5 Wo.)Country | Erstveröffentlichung: September 2008             |
| 2011 | Come Home –                                             | — | — | — | — | US82 (1 Wo.)US | Country26 (12 Wo.)Country | Erstveröffentlichung: 9. November 2011           |
| 2012 | American Heart –                                        | — | — | — | — | — | Country35 (17 Wo.)Country | Erstveröffentlichung: 1. Oktober 2012            |
| Folgende Lieder erschienen nicht als Single, wurden aber durch das Album zum Download und Streaming bereitgestellt und konnten somit eine Platzierung erlangen: |                                                         | | | | | | |                                                  |
| |                                                         | | | | | | |                                                  |
| 1999 | I Got My Baby Breathe                                   | — | — | — | — | — | Country63 (4 Wo.)Country |                                                  |
| 1999 | It Will Be Me Breathe                                   | — | — | — | — | — | Country68 (1 Wo.)Country |                                                  |
| 1999 | If I’m Not in Love Breathe                              | — | — | — | — | — | Country74 (1 Wo.)Country |                                                  |
| 2001 | The Star-Spangled Banner –                              | — | — | — | — | — | Country35 (13 Wo.)Country | Live vom Super Bowl XXXIV                        |
| 2001 | There Will Come a Day Breathe                           | — | — | — | — | — | Country36 (17 Wo.)Country |                                                  |
| 2008 | Joy to the World                                        | — | — | — | — | — | Country44 (3 Wo.)Country |                                                  |
| 2008 | Santa Claus Is Coming to Town Joy to the World          | — | — | — | — | — | Country53 (4 Wo.)Country |                                                  |
| 2008 | Little Drummer Boy Joy to the World                     | — | — | — | — | — | Country58 (3 Wo.)Country |                                                  |
| 2009 | O Come All Ye Faithful Joy to the World                 | — | — | — | — | — | Country60 (1 Wo.)Country |                                                  |
| 2011 | Give In to Me Country Strong O.S.T.                     | — | — | — | — | — | Country56 (3 Wo.)Country |                                                  |
| 2017 | Keep Your Eyes on Me The Shack O.S.T.                   | — | — | — | — | — | Country44 (1 Wo.)Country | mit Tim McGraw                                   |

### Als Gastmusikerin
| Jahr | Titel Album                                  | Höchstplatzierung, Gesamtwochen, AuszeichnungChartplatzierungen (Jahr, Titel, Album, Platzierungen, Wochen, Auszeichnungen, Anmerkungen) | Höchstplatzierung, Gesamtwochen, AuszeichnungChartplatzierungen (Jahr, Titel, Album, Platzierungen, Wochen, Auszeichnungen, Anmerkungen) | Höchstplatzierung, Gesamtwochen, AuszeichnungChartplatzierungen (Jahr, Titel, Album, Platzierungen, Wochen, Auszeichnungen, Anmerkungen) | Höchstplatzierung, Gesamtwochen, AuszeichnungChartplatzierungen (Jahr, Titel, Album, Platzierungen, Wochen, Auszeichnungen, Anmerkungen) | Höchstplatzierung, Gesamtwochen, AuszeichnungChartplatzierungen (Jahr, Titel, Album, Platzierungen, Wochen, Auszeichnungen, Anmerkungen) | Höchstplatzierung, Gesamtwochen, AuszeichnungChartplatzierungen (Jahr, Titel, Album, Platzierungen, Wochen, Auszeichnungen, Anmerkungen) | Anmerkungen                                                                          |
| Jahr | Titel Album                                  | DE | AT | CH | UK | US | Country | Anmerkungen                                                                          |
| ---- | -------------------------------------------- | --- | --- | --- | --- | --- | --- | ------------------------------------------------------------------------------------ |
| 1996 | Hope –                                       | — | — | — | — | — | Country57 (3 Wo.)Country | mit Various Artists                                                                  |
| 1997 | It’s Your Love Everywhere                    | — | — | — | — | US7 ×5Fünffachplatin · (20 Wo.)US | Country1 (20 Wo.)Country | Erstveröffentlichung: 12. Mai 1997 Tim McGraw feat. Faith Hill                       |
| 1998 | One Heart At A Time –                        | — | — | — | — | US56 (20 Wo.)US | Country69 (5 Wo.)Country | mit Various Artists                                                                  |
| 2007 | I Need You Let It Go                         | — | — | — | — | US50 (16 Wo.)US | Country8 (21 Wo.)Country | Erstveröffentlichung: 23. April 2007 Tim McGraw feat. Faith Hill                     |
| 2014 | Meanwhile Back at Mama’s Sundown Heaven Town | — | — | — | — | US41 (19 Wo.)US | Country7 (26 Wo.)Country | Erstveröffentlichung: 14. April 2014 Tim McGraw feat. Faith Hill                     |
| 2016 | Forever Country –                            | — | — | — | — | US21 Gold · (4 Wo.)US | Country1 (18 Wo.)Country | Erstveröffentlichung: 16. September 2016 als Teil von Artists of Then, Now & Forever |
| 2017 | Speak to a Girl The Rest of Our Life         | — | — | — | — | US61 (2 Wo.)US | Country6 (17 Wo.)Country | Erstveröffentlichung: 23. März 2017 mit Tim McGraw                                   |
| 2017 | The Rest of Our Life                         | — | — | — | — | US98 (1 Wo.)US | Country18 (20 Wo.)Country | Erstveröffentlichung: 5. Oktober 2017 mit Tim McGraw                                 |

## Videoalben
- 2003: When the Lights Go Down (US: Gold)

## Sonderveröffentlichungen
| Jahr | Titel Album         | Anmerkungen                |
| ---- | ------------------- | -------------------------- |
| 2002 | One Cry             | Erstveröffentlichung: 2002 |
| 2003 | Baby You Belong Cry | Erstveröffentlichung: 2003 |

## Statistik

### Chartauswertung
|                     | DE    | AT    | CH    | UK    | US    | Country          |
| ------------------- | ----- | ----- | ----- | ----- | ----- | ---------------- |
| Nummer-eins-Alben   | DE—DE | AT—AT | CH—CH | UK—UK | US3US | Country4Country  |
| Top-10-Alben        | DE—DE | AT—AT | CH—CH | UK1UK | US5US | Country9Country  |
| Alben in den Charts | DE4DE | AT3AT | CH5CH | UK4UK | US9US | Country10Country |

|                       | DE    | AT    | CH    | UK    | US     | Country          |
| --------------------- | ----- | ----- | ----- | ----- | ------ | ---------------- |
| Nummer-eins-Singles   | DE—DE | AT—AT | CH—CH | UK—UK | US—US  | Country10Country |
| Top-10-Singles        | DE1DE | AT1AT | CH1CH | UK1UK | US5US  | Country25Country |
| Singles in den Charts | DE4DE | AT3AT | CH3CH | UK7UK | US25US | Country52Country |

### Auszeichnungen für Musikverkäufe
| Goldene Schallplatte - Australien - 1999: für das Album Love Will Always Win - 2002: für das Album Cry - Belgien - 2001: für die Single There You’ll Be - Dänemark - 2001: für das Album There You’ll Be - Japan - 2002: für das Album Cry - Kanada - 2003: für die Single Cry - Portugal - 2006: für das Album Cry - Spanien - 2001: für das Album Breathe | Platin-Schallplatte - Australien - 1999: für die Single This Kiss - Kanada - 2002: für das Album Cry - 2006: für das Album Fireflies - Portugal - 2006: für das Album There You’ll Be 2× Platin-Schallplatte - Australien - 2001: für das Album Breathe - Neuseeland - 2001: für das Album Breathe - 2002: für das Album There You’ll Be | 3× Platin-Schallplatte - Kanada - 1999: für das Album Take Me As I Am 4× Platin-Schallplatte - Kanada - 1999: für das Album Faith - 1999: für das Album It Matters to Me 5× Platin-Schallplatte - Australien - 2006: für das Album There You’ll Be - Kanada - 2001: für das Album Breathe |

Anmerkung: Auszeichnungen in Ländern aus den Charttabellen bzw. Chartboxen sind in ebendiesen zu finden.
| Land/RegionAuszeichnungen für Musikverkäufe (Land/Region, Auszeichnungen, Verkäufe, Quellen) | Gold       | Platin       | Verkäufe   | Quellen                   |
| -------------------------------------------------------------------------------------------- | ---------- | ------------ | ---------- | ------------------------- |
| Australien (ARIA)                                                                            | 2× Gold2   | 8× Platin8   | 630.000    | aria.com.au               |
| Belgien (BRMA)                                                                               | Gold1      | —            | 25.000     | ultratop.be               |
| Dänemark (IFPI)                                                                              | Gold1      | —            | 25.000     | hitlisten.nu              |
| Japan (RIAJ)                                                                                 | Gold1      | —            | 100.000    | riaj.or.jp                |
| Kanada (MC)                                                                                  | Gold1      | 18× Platin18 | 1.850.000  | musiccanada.com           |
| Neuseeland (RMNZ)                                                                            | —          | 4× Platin4   | 60.000     | aotearoamusiccharts.co.nz |
| Portugal (AFP)                                                                               | Gold1      | Platin1      | 30.000     | Einzelnachweise           |
| Spanien (Promusicae)                                                                         | Gold1      | —            | 50.000     | elportaldemusica.es       |
| Vereinigte Staaten (RIAA)                                                                    | 5× Gold5   | 31× Platin31 | 33.050.000 | riaa.com                  |
| Vereinigtes Königreich (BPI)                                                                 | 2× Gold2   | 2× Platin2   | 1.100.000  | bpi.co.uk                 |
| Insgesamt                                                                                    | 15× Gold15 | 64× Platin64 |            |                           |